# Escaritíneos
Escaritíneos (Scaritinae) é uma subfamília de coleópteros da família Carabidae.

## Tribos
- Tribo Carenini MacLeay, 1887
- Tribo Clivinini Rafinesque, 1815
- Tribo Dalyatini Mateu, 2002
- Tribo Dyschiriini Kolbe, 1880
- † Tribo Palaeoaxinidiini MacLeay, 1991
- Tribo Pasimachini Putzeys, 1867
- Tribo Promecognathini LeConte, 1853
- Tribo Salcediini Alluaud, 1930 (1929)
- Tribo Scaritini Bonelli, 1810